# Hypomecis monotona
Hypomecis monotona là một loài bướm đêm trong họ Geometridae.